# AZERTY鍵盤

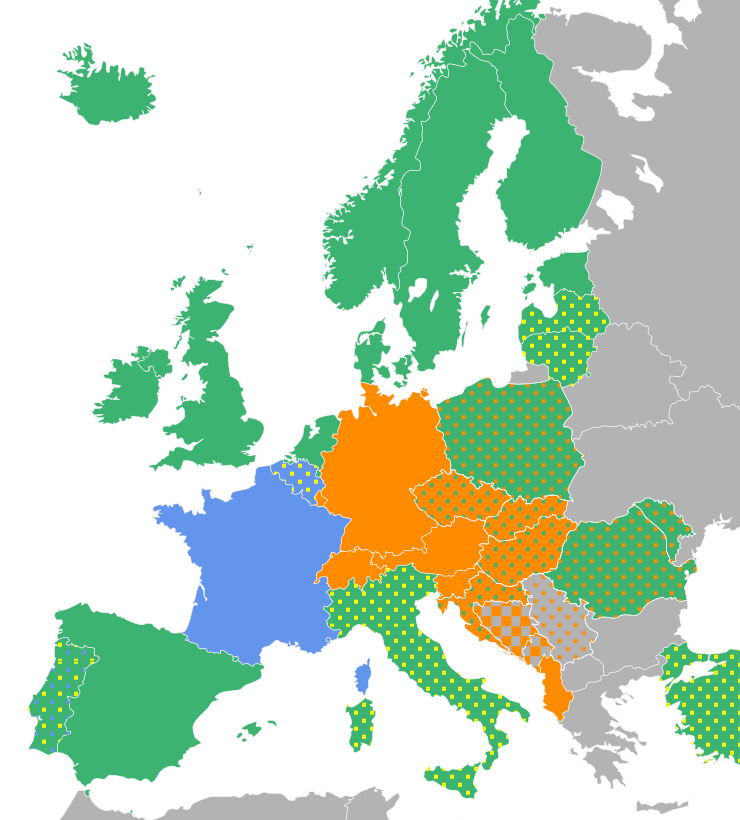
在歐洲使用不同鍵盤布局的分佈：
QWERTY
QWERTZ
AZERTY
國家自定
非拉丁字母鍵盤

AZERTY是一種源於法國的打字機和電腦鍵盤的鍵盤布局。「AZERTY」是該鍵盤布局字母區第一行的前六個字母。它是仿照英文電腦鍵盤鍵盤QWERTY佈局。於1907年提出了「ZHJAYSCPG鍵盤」，但於1976年克勞德·馬爾桑設計安排順序成AZERTY。現主要用於法國和比利時，盧森堡和瑞士的法語居民使用QWERTZ鍵盤。而在加拿大魁北克省的法語居民大多已經習慣使用QWERTY鍵盤。
在法語中，由於「Z」比「W」常用，因此兩者互換了位置。W只用作外來語。
此外「A」和「Q」的位置互換，並將M上移一行。
与QWERTY一样，AZERTY布局经常被批评为有缺陷和缺乏实用性，导致了扩展的AZERTY和替代布局的发展，如BÉPO键盘。

## 法国AZERTY键盘
法国是使用AZERTY键盘的主要国家之一。在法国，最常见的是Windows的AZERTY布局。它与大多数物理键盘上印制的符号相对应，没有任何添加。例如，ALT+0201键序列输入代码为201的字母“É”，在官方驱动程序不可能以其他方式获得重音大写。

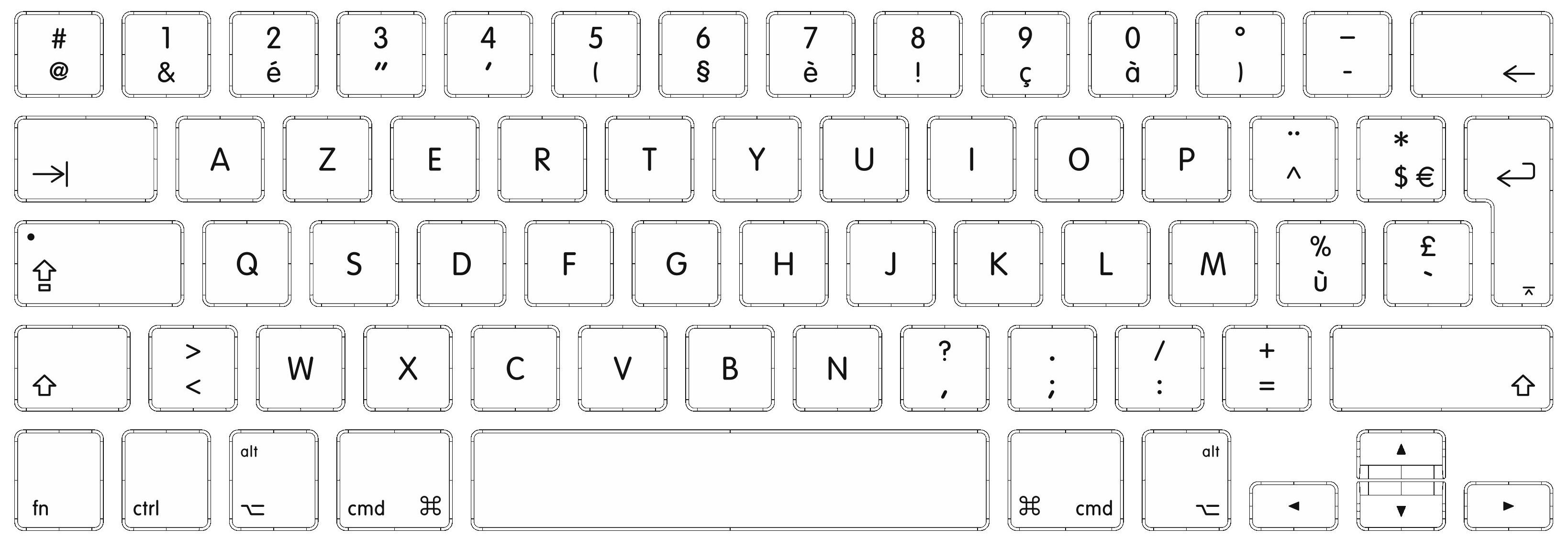
Mac下的AZERTY键盘

Linux下的Azerty条款，称为“法语变体”

但是這個法语鍵盤佈局有缺陷的，因為它缺少许多符号，如连字符（æ Æ œŒ）、变音大写字母（À ÉÈ Ù Ç）和排版符号（例如省略号"…"、曲线撇号" ’ "和法语倒引号“«»”）。然而，信息系统的发展使得管理的符号数量大大增加。 在Linux中出现了一个更全面的布局（称为“法语变体”），允许你输入法语和大多数欧洲语言（拉丁字母）的變體字母。
在Windows中，键盘驱动程序通过按字符号的方法數入其他符号。Mac和Linux有著比Windows更全面對死机键的支持，更自然的大写锁定，以及通过使用AltGr键輸入其他符号。此外，Linux可以通过拨号键來轻松輸入大量符号。
在Windows，有许多可免费下载的第三方驱动程序提供了全部或部分功能。 在没有足够完整的键盘的情况下，一些文字处理软件通过自己的键盘组合来填补空白。

## 来自AFNOR标准的AZERTY（2019年）

根据 NF Z71-300的AZERTY键盘布局

由于现有的输入法在輸入法语时的许多问题，法国标准化协会（AFNOR）在2019年发布了NF Z71-300标准。这是根据法国政府（法语和法国语言评议团）的一项建议提出的，当时该代表团預計在政府機關中强制执行這個标准。
该标准描述了两种桌面键盘布局（105或72键）：一种新的Azerty变体和一种符合人体工程学的BÉPO布局。 它指定支持的字符集、它们的布局以及物理键上必须显示的符号。因此，它涉及到物理键盘及其软件驱动程序。
新的AZERTY布局与法国的事实标准有很大不同：它只保留了26个基本拉丁字母的条款。其他字符被一个优化算法放在键盘上，该算法考虑到每个键的易访问性和每个字符的频率，同时努力将图形或主题相似的字符分组。

由于AZERTY在法国的广泛使用，所以保留其基本布局，以确保用户的熟悉程度，并促进过渡。 Windows、Linux和Mac都有驱动程序。

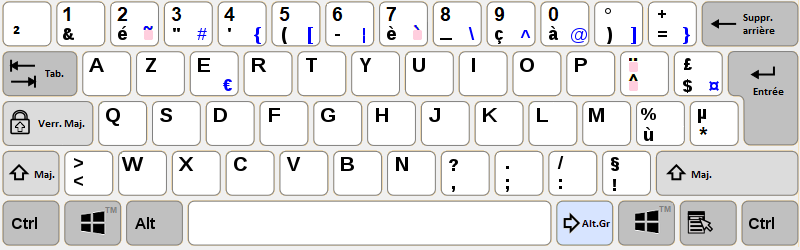
在Windows下的AZERTY键盘，以及大多数法国键盘的外观。

## 外部連結
- The typewriter on the site of the National Archives
- Accentuate the capital letters（页面存档备份，存于）
- The page on the Microsoft keyboard layouts / keyboard layouts（页面存档备份，存于）